# Музей міста Брюсселя
Музей міста Брюсселя (фр. Musée de la ville de Bruxelles, нід. Museum van de Stad Brussel) — музей у Брюсселі, розташований на Великій площі Брюсселя навпроти ратуші в будинку, що називається «Дім короля» (фр. Maison du Roi), а нідерландською «Дім хліба» (нід. Broodhuis).
Музей присвячений історичній спадщині міста та міському розвиткові від заснування Брюсселю до сьогодення. В експозиції є багато картин, скульптур, гобеленів, гравюр, фото й макетів, зокрема чудовий макет середньовічного Брюсселя.
У одній із зал музею виставлена колекція з 750 історичних костюмів.